# Oleksandr Drambaiev
Oleksandr Oleksandrovitsj Drambaiev (Oekraïens: Олександр Олександрович Драмбаєв) (Zaporizja, 21 april 2001) is een Oekraïens voetballer die in het seizoen 2022/23 door Sjachtar Donetsk wordt uitgeleend aan Zulte Waregem.

## Clubcarrière
Drambaiev ruilde in 2018 de jeugdopleiding van Metaloerh Zaporizja voor die van Sjachtar Donetsk. De club leende hem in januari 2021 voor een half seizoen uit aan FK Marioepol. Uiteindelijk speelde hij ook in de eerste helft van het seizoen 2021/22 op huurbasis voor Marioepol.
In juni 2022 leende Sjachtar Donetsk hem voor een seizoen uit aan de Belgische eersteklasser Zulte Waregem, die ook een aankoopoptie in het huurcontract bedong.
1 Bostyn ·
3 Tanghe ·
4 Lemoine ·
7 Challouk ·
8 Rommens ·
9 Vossen  ·
10 Ablo Traoré ·
11 Gavriel ·
14 Barkarson ·
17 Diop ·
18 Tambedou ·
19 Nyssen ·
20 Hedl ·
21 Nnadi ·
22 Opoku ·
23 Van der Gouw ·
24 Erenbjerg ·
27 Diabaté ·
31 Willen ·
42 Dobbels ·
47 Labie ·
50 Van Damme ·
55 Cappelle ·
59 Demuynck ·
64 Sergeant ·
Coach: Vandenbroeck